# Kawika Shoji
Kawika Tennefos Shoji (ur. 11 listopada 1987 w Honolulu) – amerykański siatkarz grający na pozycji rozgrywającego. Reprezentant kraju.
We wrześniu 2022 roku poinformował, że kończy siatkarską karierę.
Jego młodszy brat Erik, również jest siatkarzem. 

## Sukcesy klubowe
Liga fińska:
- 2011

Liga niemiecka:
- 2012, 2013, 2014
- 2015

Liga Mistrzów:
- 2015

Liga turecka:
- 2016

Liga rosyjska:
- 2017

## Sukcesy reprezentacyjne
Mistrzostwa Ameryki Północnej, Środkowej i Karaibów Juniorów:
- 2006

Puchar Panamerykański:
- 2012
- 2011

Liga Światowa:
- 2014
- 2012
- 2015

Puchar Świata:
- 2015

Igrzyska Olimpijskie:
- 2016

Mistrzostwa Ameryki Północnej, Środkowej i Karaibów:
- 2017

Liga Narodów:
- 2019
- 2018

Mistrzostwa Świata:
- 2018